# قائم 100 (صاروخ فضائي)
قائم 100: (بالإنجليزية: Qaem 100)‏ هو أول حامل للأقمار الصناعية ثلاثي المراحل يعمل بالوقود الصلب تصنعه جمهورية إيران. وله القدرة على وضع قمر صناعي يزن 80 كجم (180 رطلاً) على مسافة 500 كيلومتر (310 ميلًا) من المدار الأرضي (LEO). وهذا هو ضعف الحمولة التي يمكن لصاروخ قاصد 1 الحامل للأقمار الصناعية رفعها، بينما يزن الصاروخان نفس الوزن. وتُعرَف الصواريخ التي تحمل مثل هذه الأقمار الصناعية إلى مدارات تبعد حوالي 2000 كيلومتر عن الأرض بأنها صواريخ (طبقة لئو)، وصاروخ قائم 100 يصنف ضمن هذه الفئة. ينتمي هذا الصاروخ لعائلة صواريخ قائم، فهو أول صاروخ حامل للأقمار الصناعية بهذه العائلة. ويشكل صاروخ قائم 100 إضافة مهمة إلى القدرات العسكرية الإيرانية، ليس بمداه وقدرته على حمل أقمار اصطناعية فحسب، ولكن أيضاً بتميزه بتقنية إستخدام الوقود السائل والصلب في مرحلة واحدة. في حين أن التقنية السابقة كانت تقوم على إستخدام الوقود على مرحلتين. هذا التغيير يعني صاروخاً أكثر كفاءة وأكبر سرعة. تم إطلاق الصاروخ من قِبَل قوة الجوفضاء التابعة للحرس الثوري عام 2022م، ومن المقرر أن يحمل القمر الصناعي (ناهيد) إلى الفضاء. لكن بسبب التكنولوجيات المستخدمة في هذا الصاروخ والقدرات التي يتمتع بها فإنه يمكن إستخدامه كصاروخ بعيد المدى، وهذا ما تسبب بردود فعل قلقة من قِبَل الولايات المتحدة الأمريكية، وكذلك من قِبَل دول أخرى.

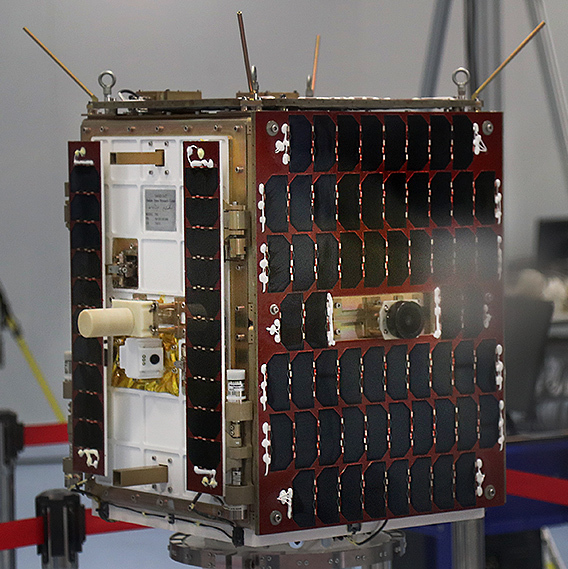
القمر الصناعي الوطني الإيراني ناهيد-1 المخصص للإتصالات، ومن المقرر أن يحمله صاروخ قائم 100 إلى الفضاء

## الإطلاق
أعلنت القوات الجو فضاء التابعة للحرس الثوري الإيراني، عن إطلاق ناجح لصاروخ (قائم 100) الحامل للأقمار الصناعية والعامل بالوقود الصلب وذلك يوم السبت 5 نوفمبر 2022م. بحضور قائد القوة الجوفضائية في الحرس الثوري العميد أمير علي حاجي زاده، وحضور مجموعة من مسؤولي القوات المسلحة في جمهورية إيران. وقد تم إختبار وإطلاق صاروخ (قائم 100) الفضائي بنجاح، والذي استطاع تحقيق العديد من الأهداف بنجاح أيضاً.

## محرك الصاروخ
يعمل صاروخ قائم 100 الحامل للأقمار الصناعية بمحرك وطني إيراني الصنع يعمل بالوقود الصلب أُطلِقَ عليه (رافع) شبه المداري. ونقلت وكالة مهر للأنباء عن بيان للحرس الثوري الإيراني أنه تم إختبار طيران محرك رافع شبه المداري في صاروخ قائم 100 بنجاح في المرحلة الاولى في شهر يناير/ كانون الثاني عام 2022م. ان محرك (رافع) الوطني ذو الفوهة المرنة قادر على إنتاج 68 طناً من القوة (670 كيلو نيوتن، 150000 رطل) من الدفع. ويَستَخدِم نظام التحكم في قوة الدفع (TVC) للتوجيه، ويحتوي على غلاف مركب من ألياف الكربون مما يقلل الوزن مقارنةً بالغلاف التقليدي. إتخذت القوة الجوية التابعة للحرس الثوري الإيراني خطوة مهمة في تطوير برنامج الفضاء لجمهورية إيران من خلال إختبار نظام الدفع الجديد بالوقود الصلب المسمى (رافع). وأدخلت إيران إلى نادي مالكي منصات إطلاق الأقمار الصناعية التي تعمل بالوقود الصلب بالكامل. وبحسب الصور التي تم نشرها بعد الإختبار الناجح لمحرك رافع محلي الصنع، فقد نجحت القوة الجوية التابعة للحرس الثوري الإيراني في إختبار نظام دفع بالوقود الصلب يسمى (رافع) قادر على توليد 68 طناً من قوة الدفع. ومن خلال تركيب هذا الوقود الدافع الجديد على قمر صناعي مثل قاصد، سيكون لهذا الصاروخ مزايا كبيرة. فإن القضية التي فاجأت جميع الخبراء الأجانب وحتى المحليين كانت الإطلاق المفاجئ للحرس الثوري الإيراني. في السابق كان موقع الإطلاق الثابت للبلاد في سمنان يخضع للمراقبة المستمرة بواسطة أقمار التجسس الأجنبية، ومع بدء أصغر نشاط، تم بث صوره وخلق جو من الحرب النفسية ضد برنامج الفضاء في جمهورية إيران. وفي تلك المرحلة، شن الحرس الثوري الإيراني هجوماً إعلامياً مضاداً على الطرف الآخر وغير المعادلات بإطلاق هذا القمر الصناعي الذي يعمل بالوقود السائل بشكل مفاجئ في المرحلة الأولى. الآن، وبتغيير المسرح إلى الوقود الصلب، ستزداد بالتأكيد سرعة الإستعداد للإنطلاق وستزداد احتمالية مفاجأة الخصم.

## خصائص الصاروخ
من أهم خصائص هذا الصاروخ الحامل للأقمار الصناعية، هو محركه القوي الذي يعمل بالوقود الصلب. وقد تم اختباره لاول مرة في شهر يناير 2022م. وقالت وسائل إعلام حكومية وعالمية إن قائم 100 يمكنه وضع أقمار صناعية يصل وزنها إلى 80 كيلوغراماً (حوالي 175 رطلاً) في مدار على بعد 500 كيلومتر (حوالي 310 ميلاً) من الأرض. ويمتلك هذا الصاروخ المصمم بواسطة خبرات محلية، محرك من نوع (رافع) ذو الفوهة المرنة، ما يعني أنه قادر على التوجيه الدقيق بدون زعانف مما يوفر في الوزن ويزيد من السرعة. بالإضافة إلى ذلك تفيد بعض التقارير الواردة ان هيكل هذا الصاروخ مصنوع من مواد الكومبوزيت (المواد البديلة) الخفيفة في الوزن والتي تمنح الصاروخ إمكانية تحليق نحو علو أكبر في الفضاء، فمواد الكومبوزيت تخفض وزن الصاروخ بمقدار 33 بالمئة قياساً مع الهيكل المعدني.

## إنضمام جمهورية إيران لنادي الدول التي تمتلك صواريخ بعيدة المدى
ان الصواريخ بعيدة المدى الإستراتيجية تتطلب تكنولوجيا خاصة جداً، ومحركات هذه الصواريخ هي من أهم التكنولوجيات أيضاً، وهي التي توفر سرعة الإطلاق المطلوبة، ومن التكنولوجيات الأخرى المطلوبة هناك أيضاً نظام التحكم والملاحة، كما ان الراس الحربي أيضاً جزء هام يتطلب تكنولوجيا فائقة التطور. وقد استطاعت جمهورية إيران تحقيق تلك المتطلبات حتى استطاعت تصنيع صاروخ عابر للقارات كصاروخ قائم-100. وقد أورد موقع (armscontrol) ان هناك 31 دولة في العالم ومنها الولايات المتحدة الأمريكية تمتلك الصواريخ الباليستية. لكن هناك 4 دول فقط هي الصين وروسيا وأمريكا وفرنسا التي تملك صواريخ باليستية بعيدة المدى تفوق مداها (12000) كيلومتر وتعمل بالوقود الصلب. والآن قد انضمت جمهورية إيران باختبارها لصاروخ قائم 100 إلى هذه الدول الأربعة.

## نماذج أخرى
أعلنت جمهورية إيران بأن صاروخ قائم 100 هو أول عضو في عائلة (قائم) للصواريخ الحاملة للأقمار الصناعية. وسيكون هناك صواريخ تحت إسم قائم 105، قائم 110، وقائم 120 المخصص لوضع القمر الصناعي في مدار (GEO) على (إرتفاع 36 ألف كيلومتر).

## ردود أفعال
الولايات المتحدة
قال المتحدث بإسم وزارة الخارجية الأميركية إن مثل هذه الأعمال غير مفيدة ومزعزعة للاستقرار. وأضاف: "الولايات المتحدة تظل قلقة بشأن إستمرار إيران في تطوير الصواريخ التي (تحمل أقماراً اصطناعية) إلى الفضاء، والتي تشكل مصدر قلق كبير من إنتشار الأسلحة". وأوضح أن "الصواريخ التي تحمل أقماراً اصطناعية إلى الفضاء تتضمن تقنيات مماثلة تقريباً وقابلة للتبديل مع تلك المستخدمة في الصواريخ البالستية ومنها الأنظمة ذات المدى الأطول". واعتبر المسؤول الأمريكي أن إطلاق الصواريخ البالستية "يمثل تحدياً لقرار مجلس الأمن التابع للأمم المتحدة رقم 2231، الذي يدعو إيران إلى عدم القيام بأي أنشطة تتعلق بالصواريخ البالستية المصممة لتكون قادرة على حمل أسلحة نووية، بما في ذلك عمليات الإطلاق باستخدام تكنولوجيا الصواريخ البالستية".
 إيران
قائد القوة الجوفضائية التابعة للحرس الثوري:
نقلت وسائل إعلام رسمية عن أمير علي حاجي زادة، قائد القوة الجوفضائية التابعة للحرس الثوري التي طورت صاروخ قائم 100، قوله: إن الصاروخ سَيُستَخدَم لإطلاق قمر ناهيد الصناعي الإيراني لصالح وزارة الإتصالات الإيرانية. وفي هذا الإطار قال قائد القوة الجو فضائية انه وباجتياز هذه المرحلة، سيتم في المستقبل القريب وضع القمر الصناعي (ناهيد) التابع لمنظمة الجو فضاء التابعة لوزارة الإتصالات وتكنولوجيا المعلومات في المدار بواسطة الحرس الثوري باستخدام حامل الأقمار الصناعية ثلاثي المراحل قائم 100.
المتحدث بإسم وزارة الخارجية الإيرانية:
کتب المتحدث بإسم وزارة الخارجية الإيرانية ناصر كنعاني في تغريدة علی تویتر إن إطلاق صاروق قائم 100 الحامل للأقمار الصناعية بنجاح يجسد الإقتدار الوطني وقوة العلماء الإيرانيين في الصعود إلی قمم العلوم والتقنيات الجديدة رغم الحظر المفروض وممارسة الضغط الأقصى علیهم.
وكالة تسنيم الدولية للأنباء:
ذكرت وكالة تسنيم الدولية للأنباء أن الصاروخ قائم 100 هو "أول حامل للأقمار الصناعية ثلاثي المراحل يعمل بالوقود الصلب، وصُنِعَ من قِبَل علماء القوات الجو فضاء التابعة للحرس الثوري". وأفادت بأن صاروخ "قائم 100" الحامل للأقمار الصناعية "سيتمكن من وضع أقمار صناعية تزن 80 كلغم في مدار على 500 كيلومتر من سطح الأرض".

## معرض الصور

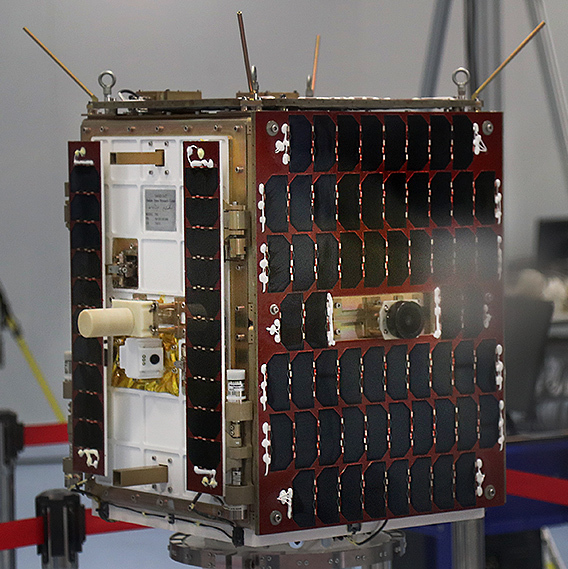
القمر الصناعي الوطني الإيراني ناهيد-1 المخصص للإتصالات، ومن المقرر أن يحمله صاروخ قائم 100 إلى الفضاء

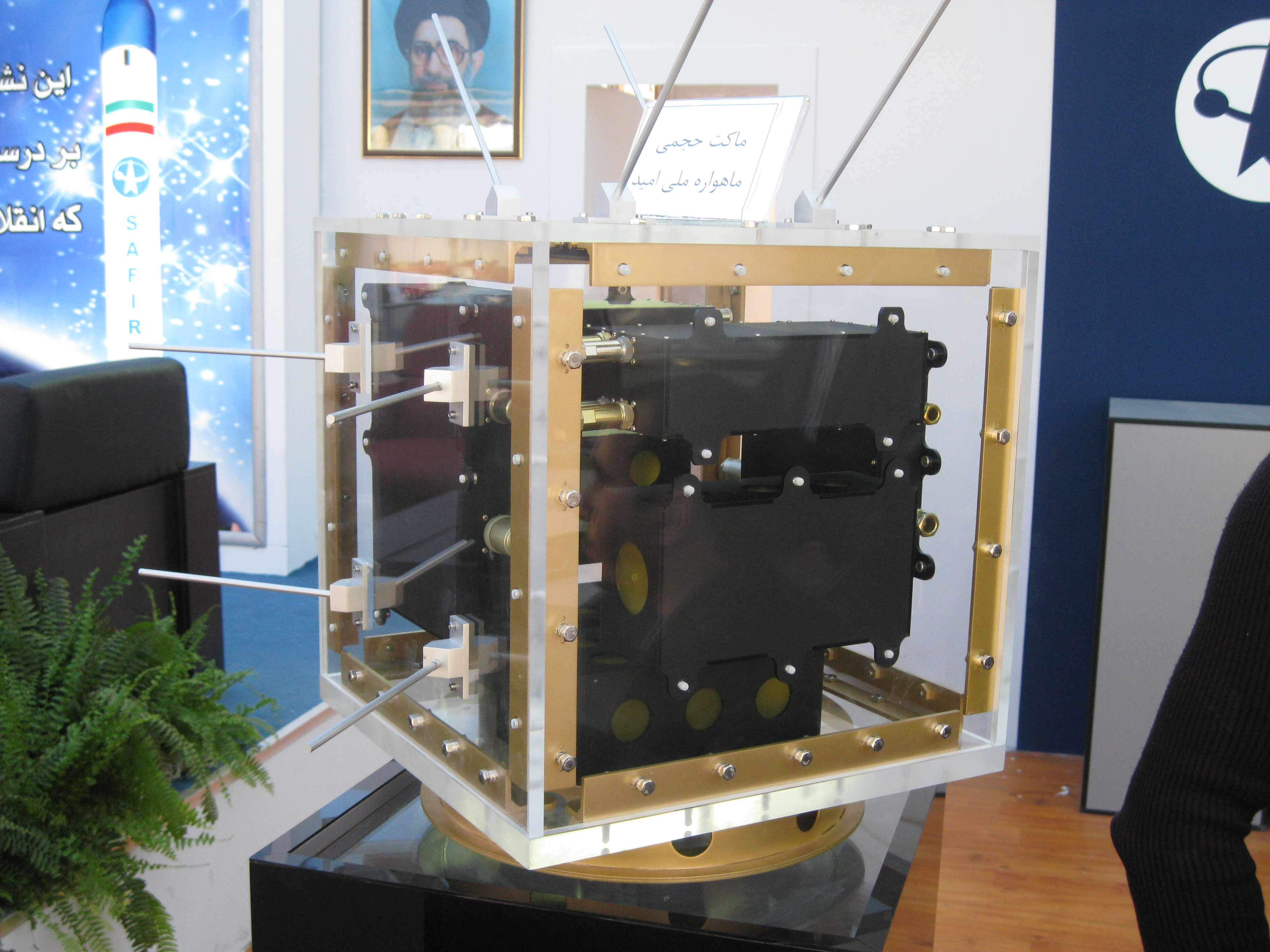
القمر الصناعي أميد والذي أُرسِلَ على متن الصاروخ الفضائي الإيراني سفير 2

## مواضيع ذات صلة
- نور 2 (قمر صناعي)
- نور 3 (قمر صناعي)
- وكالة الفضاء الإيرانية
- سفير (عائلة صواريخ)
- نويد (قمر صناعي)
- كاوشكر (عائلة صواريخ)
- محرك آرش الفضائي
- برنامج الصواريخ الإيرانية
- الطائرات الايرانية بدون طيار
- ناهيد 1 (قمر اصطناعي)
- قاصد 1
- رصد 1 (قمر صناعي)
- سيمرغ (صاروخ)
- محرك سلمان الفضائي
- ذو الجناح (صاروخ فضائي)
- كاوشكر (عائلة صواريخ)
- محرك آرش الفضائي
- قاعدة الإمام الخميني الفضائية
- كبسولة بيشكام
- مركز شاهرود الفضائي
- أميد (قمر اصطناعي)
- القوة الجوفضائية لحرس الثورة الإسلامية